# Очеретянка лусонська
Очеретянка лусонська (Horornis seebohmi) — вид горобцеподібних птахів родини Cettiidae. Названий на честь англійського орнітолога Генрі Сейбома.

## Поширення
Ендемік Філіппін. Поширений лише на півночі острова Лусон.

## Спосіб життя
Мешкає у лісистих районах. Полює на дрібних комах. Розмножується у квітні.